# Texacephale
Texacephale là một chi khủng long, được Longrich Sankey & Tanke mô tả khoa học năm 2010.